# Museu de les Festes de la Reconquesta
El museu de les Festes de la Reconquesta està situat en dos edificis del segle xix rehabilitats per contindre'l. Va ser inaugurat en 1990 i en el seu actual emplaçament en 2006.
Acull part d'una mostra permanent d'objectes i elements de les desfilades de moros i cristians d'Oriola, com ara vestits, banderes, instruments musicals, etc. Compta amb una zona dedicada al bàndol moro i un altre al bàndol cristià. A més conté un fons de cartelleria de la festa i alberga una sala d'exposicions per a restes arqueològiques.
D'altra banda, posseeix obres del pintor madrileny Eduardo Vicente com La Armengola.